# Vyšėjšaja Liha 2018
La Vyšėjšaja Liha 2018 è stata la ventottesima edizione della massima divisione del campionato bielorusso di calcio. La stagione è iniziata il 30 marzo e si è conclusa il 2 dicembre 2018. Il campionato è stato vinto dal BATĖ Borisov per la quindicesima volta, la tredicesima consecutiva, con tre giornate di anticipo.

## Stagione

### Novità
Dalla Vyšėjšaja Liha 2017 sono stati retrocessi in Peršaja Liha lo Slavija-Mazyr e il Naftan, mentre dalla Peršaja Liha sono stati promossi in Vyšėjšaja Liha il Luč Minsk e lo Smaljavičy-STI, che prima dell'inizio della stagione ha cambiato denominazione in Smaljavičy.
Prima dell'inizio del campionato il Krumkačy Minsk è stato escluso per non aver ripetutamente consegnato documenti relativi alla licenza di partecipazione alla Vyšėjšaja Liha. Al suo posto è stato ammesso il Tarpeda Minsk.

### Formula
Le 16 squadre partecipanti si affrontano in un girone all'italiana con partite di andata e ritorno per un totale di 30 giornate. La squadra prima classificata è dichiarata campione di Bielorussia e viene ammessa alla UEFA Champions League 2019-2020 partendo dal primo turno di qualificazione. Le squadre classificate al secondo e terzo posto, assieme alla squadra vincitrice della coppa nazionale, vengono ammesse alla UEFA Europa League 2019-2020 partendo dal primo turno di qualificazione. Le ultime due classificate sono retrocesse in Peršaja Liha.

## Squadre partecipanti
| Club              | Stagione | Città         | Stadio                | Stagione 2017               |
| ----------------- | -------- | ------------- | --------------------- | --------------------------- |
| BATĖ Borisov      | dettagli | Barysaŭ       | Barysaŭ-Arėna         | Campione di Bielorussia     |
| Dinamo Brėst      |          | Brėst         | OSK Brestskiy         | 4º posto in Vyšėjšaja Liha  |
| Dinamo Minsk      |          | Minsk         | Stadio Traktar        | 2º posto in Vyšėjšaja Liha  |
| Dnjapro Mahilëŭ   |          | Mahilëŭ       | Stadio Spartak        | 12º posto in Vyšėjšaja Liha |
| Haradzeja         |          | Haradzeja     | Stadio Haradzeja      | 9º posto in Vyšėjšaja Liha  |
| Homel'            |          | Homel'        | Stadio Central'ny     | 10º posto in Vyšėjšaja Liha |
| Islač             |          | Raën di Minsk | Stadio FK Minsk       | 11º posto in Vyšėjšaja Liha |
| Luč Minsk         |          | Minsk         | Stadio SOK Olimpiysky | 1º posto in Peršaja Liha    |
| Minsk             |          | Minsk         | Stadio FK Minsk       | 14º posto in Vyšėjšaja Liha |
| Nëman             |          | Hrodna        | Stadio Nëman          | 6º posto in Vyšėjšaja Liha  |
| Šachcër Salihorsk |          | Salihorsk     | Stadio Stroitel       | 3º posto in Vyšėjšaja Liha  |
| Sluck             |          | Sluck         | Stadio Haradzki       | 7º posto in Vyšėjšaja Liha  |
| Smaljavičy        |          | Smaljavičy    | Stadio Ozërnyj        | 2º posto in Peršaja Liha    |
| Tarpeda-BelAZ     |          | Žodzina       | Stadio Torpedo        | 5º posto in Vyšėjšaja Liha  |
| Tarpeda Minsk     |          | Minsk         | Stadio SOK Olimpiysky | 3º posto in Peršaja Liha    |
| Vicebsk           |          | Vicebsk       | Vitebsky CSK          | 8º posto in Vyšėjšaja Liha  |

## Classifica finale
|  | Pos. | Squadra           | Pt | G  | V  | N  | P  | GF | GS | DR  |
|  | ---- | ----------------- | -- | -- | -- | -- | -- | -- | -- | --- |
|  | 1.   | BATĖ Borisov      | 73 | 30 | 23 | 4  | 3  | 55 | 24 | +31 |
|  | 2.   | Šachcër Salihorsk | 64 | 30 | 19 | 7  | 4  | 45 | 14 | +31 |
|  | 3.   | Dinamo Minsk      | 63 | 30 | 18 | 9  | 3  | 41 | 17 | +24 |
|  | 4.   | Vicebsk           | 62 | 30 | 19 | 5  | 6  | 47 | 20 | +27 |
|  | 5.   | Tarpeda-BelAZ     | 55 | 30 | 16 | 7  | 7  | 36 | 18 | +18 |
|  | 6.   | Dinamo Brėst      | 52 | 30 | 14 | 10 | 6  | 52 | 30 | +22 |
|  | 7.   | Nëman             | 43 | 30 | 12 | 7  | 11 | 31 | 32 | -1  |
|  | 8.   | Sluck             | 36 | 30 | 11 | 3  | 16 | 26 | 36 | -10 |
|  | 9.   | Haradzeja         | 34 | 30 | 9  | 7  | 14 | 31 | 33 | -2  |
|  | 10.  | Islač             | 33 | 30 | 8  | 9  | 13 | 20 | 37 | -17 |
|  | 11.  | Minsk             | 30 | 30 | 7  | 9  | 14 | 34 | 42 | -8  |
|  | 12.  | Homel'            | 28 | 30 | 7  | 7  | 16 | 16 | 36 | -20 |
|  | 13.  | Luč Minsk         | 24 | 30 | 4  | 12 | 14 | 24 | 44 | -20 |
|  | 14.  | Tarpeda Minsk     | 24 | 30 | 6  | 6  | 18 | 20 | 41 | -21 |
|  | 15.  | Smaljavičy        | 24 | 30 | 5  | 9  | 16 | 21 | 39 | -18 |
|  | 16.  | Dnjapro Mahilëŭ   | 16 | 30 | 3  | 7  | 20 | 17 | 53 | -36 |

Legenda:
      Campione di Bielorussia e ammessa alla UEFA Champions League 2019-2020
      Ammesse alla UEFA Europa League 2019-2020
      Retrocessa in Peršaja Liha 2019
Note:
Tre punti a vittoria, uno a pareggio, zero a sconfitta.
La classifica viene stilata secondo i seguenti criteri:
- Punti conquistati
- Partite vinte
- Punti conquistati negli scontri diretti
- Partite vinte negli scontri diretti
- Differenza reti negli scontri diretti
- Reti realizzate negli scontri diretti
- Differenza reti generale
- Reti totali realizzate
- Sorteggio

Il Luč Minsk si è successivamente fuso col Dnjapro Mahilëŭ, dando origine a una nuova società dalla denominazione F.K. Dnjapro Mahilëŭ, iscritta in Vyšėjšaja Liha 2019.

## Risultati
|                   | BAT  | DiB  | DiM  | Dnj  | Har  | Hom  | Isl  | Luč  | Min  | Nem  | Šac  | Slu  | Sma  | Tor  | TMi  | Vic  |
| ----------------- | ---- | ---- | ---- | ---- | ---- | ---- | ---- | ---- | ---- | ---- | ---- | ---- | ---- | ---- | ---- | ---- |
| BATĖ Borisov      | –––– | 2-0  | 2-1  | 3-1  | 3-2  | 3-0  | 1-1  | 4-1  | 2-0  | 1-0  | 0-0  | 3-1  | 1-0  | 2-1  | 2-0  | 1-1  |
| Dinamo Brest      | 1-3  | –––– | 1-1  | 1-1  | 5-2  | 0-0  | 3-1  | 2-1  | 2-1  | 1-0  | 1-3  | 4-0  | 2-2  | 2-0  | 2-0  | 3-1  |
| Dinamo Minsk      | 0-1  | 1-1  | –––– | 2-1  | 0-2  | 2-1  | 0-0  | 3-2  | 1-0  | 1-0  | 0-0  | 2-0  | 2-0  | 2-1  | 1-0  | 1-1  |
| Dnjapro Mahilëŭ   | 0-1  | 1-4  | 0-3  | –––– | 1-2  | 1-0  | 0-0  | 0-0  | 0-0  | 0-0  | 1-1  | 2-0  | 0-1  | 0-3  | 1-2  | 0-1  |
| Haradzeja         | 2-1  | 1-0  | 0-2  | 1-2  | –––– | 0-0  | 2-0  | 1-1  | 1-2  | 0-2  | 0-1  | 2-0  | 4-1  | 1-1  | 0-0  | 1-1  |
| Homel'            | 0-1  | 0-6  | 0-0  | 2-0  | 2-0  | –––– | 1-2  | 1-0  | 0-2  | 0-2  | 0-3  | 0-0  | 0-2  | 0-0  | 0-0  | 1-3  |
| Islač             | 2-1  | 0-1  | 0-1  | 3-2  | 1-1  | 0-1  | –––– | 1-1  | 0-3  | 1-2  | 1-0  | 0-1  | 1-0  | 0-0  | 1-1  | 0-1  |
| Luč Minsk         | 1-2  | 1-1  | 1-3  | 2-0  | 1-1  | 1-0  | 1-1  | –––– | 0-0  | 1-2  | 1-1  | 0-3  | 1-1  | 1-3  | 3-1  | 0-2  |
| Minsk             | 0-2  | 3-3  | 3-3  | 4-0  | 0-5  | 0-2  | 0-1  | 3-1  | –––– | 1-2  | 0-0  | 0-2  | 0-0  | 0-0  | 6-1  | 1-3  |
| Nëman             | 2-3  | 0-3  | 0-2  | 0-0  | 1-0  | 2-0  | 6-0  | 0-0  | 2-2  | –––– | 0-1  | 0-3  | 1-1  | 1-0  | 1-0  | 1-1  |
| Šachcër Salihorsk | 3-0  | 0-0  | 0-0  | 3-1  | 1-0  | 2-1  | 3-0  | 4-0  | 4-0  | 1-0  | –––– | 0-1  | 1-0  | 1-0  | 1-0  | 2-1  |
| Slutsk            | 0-1  | 1-1  | 0-1  | 5-0  | 1-0  | 0-1  | 0-1  | 1-0  | 0-1  | 1-1  | 1-3  | –––– | 1-0  | 0-3  | 1-3  | 0-2  |
| Smaljavičy        | 2-3  | 1-0  | 0-2  | 2-1  | 2-0  | 1-1  | 0-1  | 1-1  | 1-1  | 0-1  | 0-2  | 1-2  | –––– | 1-2  | 0-2  | 1-1  |
| Tarpeda-BelAZ     | 2-2  | 2-0  | 0-0  | 1-0  | 0-1  | 1-0  | 2-1  | 0-0  | 2-1  | 3-0  | 1-0  | 2-0  | 1-0  | –––– | 1-0  | 2-0  |
| Tarpeda Minsk     | 0-3  | 1-1  | 0-3  | 3-0  | 1-0  | 1-2  | 1-1  | 0-1  | 1-0  | 0-1  | 2-3  | 0-1  | 0-0  | 0-2  | –––– | 0-1  |
| Vicebsk           | 0-1  | 0-1  | 0-1  | 3-1  | 1-0  | 1-0  | 2-0  | 2-0  | 1-0  | 5-1  | 2-1  | 2-0  | 4-0  | 2-0  | 2-0  | –––– |

## Statistiche

### Classifica marcatori
Fonte: sito ufficiale.
| Gol |  |  | Giocatore           | Squadra                           |
| --- |  |  | ------------------- | --------------------------------- |
| 15  |  |  | Pavel Savicki       | Dinamo Brėst                      |
| 12  |  |  | Dzjanis Lapceŭ      | Šachcër Salihorsk                 |
| 11  |  |  | Dzmitryj Lebedzeŭ   | Haradzeja                         |
| 11  |  |  | Anton Macveenka     | Vicebsk                           |
| 11  |  |  | Maksim Skavyš       | BATĖ Borisov                      |
| 11  |  |  | Jaŭhen Šykaŭka      | Sluck                             |
| 11  |  |  | Kiryl Vjarhejčyk    | Vicebsk                           |
| 10  |  |  | Bojan Dubajić       | Haradzeja                         |
| 9   |  |  | Elis Bakaj          | Šachcër Salihorsk                 |
| 9   |  |  | Valeryj Harbačyk    | Smaljavičy (5), Tarpeda-BelAZ (4) |
| 8   |  |  | Dzmitryj Kamaroŭski | Islač                             |
| 8   |  |  | Ihar Stasevič       | BATĖ Borisov                      |
| 7   |  |  | Joel Fameyeh        | Dinamo Brėst                      |
| 7   |  |  | Mirko Ivanić        | BATĖ Borisov                      |
| 7   |  |  | Valeryj Žukoŭski    | Nëman                             |